# الخرائج و الجرائح
الخرائج و الجرائح اثر قطب‌الدین راوندی و دربارهٔ معجزات پیامبر اسلام و امامان شیعه است. علت نامگذاری به این نام از آن جهت است که بنا به گفتهٔ نویسنده، این معجزات از جانب معصوم انجام شده و گزارش‌ها و روایت‌های این معجزات اعتبار لازم و کافی را دارند.